# Léger de Corbie
Pour les articles homonymes, voir Corbie (homonymie).
Léger de Corbie ou Léodegarius (avant 711 - 8 novembre 769?) fut abbé de l'abbaye Saint-Pierre de Corbie puis évêque d'Amiens.

## Biographie

### Abbé de Corbie
Leodegarius dut sa nomination à la tête de l'abbaye de Corbie à sa proximité avec les Pippinides. Il succéda à Grimo comme abbé de Corbie en 744 et s'employa à faire confirmer les privilèges de l'abbaye par le roi Pépin le Bref, obtenus antérieurement.
Leodegarius aurait déclaré à Pépin le Bref que Clotaire III et la reine Bathilde avaient concédé à l'abbaye de Corbie, dès sa fondation, la possession de tous ses biens (bénéfices), donnés par les rois, les supérieurs du monastère où les simples fidèles sous le régime de l'entière immunité qui interdisait aux agents de la puissance publique le droit d’entrer dans l'abbaye et sur ses possessions et mettait l'abbaye à l’abri des réclamations du fisc. Sous son abbatiat, fut effectué l'étude de l'ouvrage d'Ambroise de Milan, Traité sur l'évangile de saint Luc.

### Évêque d'Amiens
Homme de confiance des Pippinides, il fut mis à la tête du diocèse d'Amiens vraisemblablement avant 757. Il participa au Concile d'Attigny en 765.